# Traumarchiv
Traumarchiv ist ein Album des Musikers IC Falkenberg. Es erschien im Jahr 1987 in der DDR bei Amiga auf LP und Kassette und 2003 bei Buschfunk auf CD.

## Hintergrund
IC Falkenberg wollte ein Album realisieren, das er zusammen mit seiner damaligen Band Stern Meißen nicht konsequent umsetzen konnte. Die Lieder Wunderland, Mensch, Aber wann und Mann im Mond waren vom Fernsehen der DDR in Auftrag gegeben worden. Das Lied Janine sollte eigentlich Berlin heißen, wurde aber aufgrund des Trubels um die 750-Jahr-Feier Berlins von IC Falkenberg umbenannt. Das Lied Mann im Mond sollte ursprünglich auf einem Album für Kinder erscheinen.
Erst erschien eine EP mit den Titeln Aber wann, Kälter als Eis, Wunderland und Traumarchiv; wegen der hohen Verkaufszahlen wurde entschieden, eine Langspielplatte zu produzieren.
1988 erhielt das Album für 200.000 verkaufte Platten den ersten kommerziellen Schallplattenpreis der DDR, die „Goldene Amiga“.

## Titelliste
1. IC (1:53)
2. Wunderland (3:23)
3. Niemals (3:46)
4. Kälter als Eis (3:15)
5. Mann im Mond (3:06)
6. Eintritt frei (3:50)
7. Traumarchiv (3:59)
8. Janine (3:13)
9. Mensch (3:53)
10. Weit Weit (3:40)
11. Aber wann (3:29)
12. Go Rock (3:15)